# WTIC-TV
WTIC-TV ist ein US-amerikanischer Fernsehsender in Hartford, Connecticut. Er gehört zum Fox-Netzwerk.
Der Sender gehört der Tegna Inc. und ist Partnersender von WCCT-TV. Beide Stationen teilen sich Studios im Hartford Courant Zeitungshaus in Downtown Hartford. WTICs Sender steht in auf dem Rattlesnake Mountain in Farmington. Der 1984 fertiggestellte WTIC-Sendemast gehört mit seinen 408,13 Meter zu den höchsten Sendetürmen in den USA.
Der Sender wird über Kabel und den Digitalkanal 61 (UHF Digital-Kanal 31) ausgestrahlt.
Die US-weit bekannte Journalistin Mika Brzezinski hatte eine ihrer frühen Stationen bei WTIC-TV. Sie kam 1992 von ABC zu dem Sender und übernahm 1995 die Moderation der werktäglichen Nachrichtensendung. 1997 verließ Brzezinski WTIC und ging in die Nachrichten-Redaktion von CBS (CBS News).